# Grabstätte Leopold Hoesch

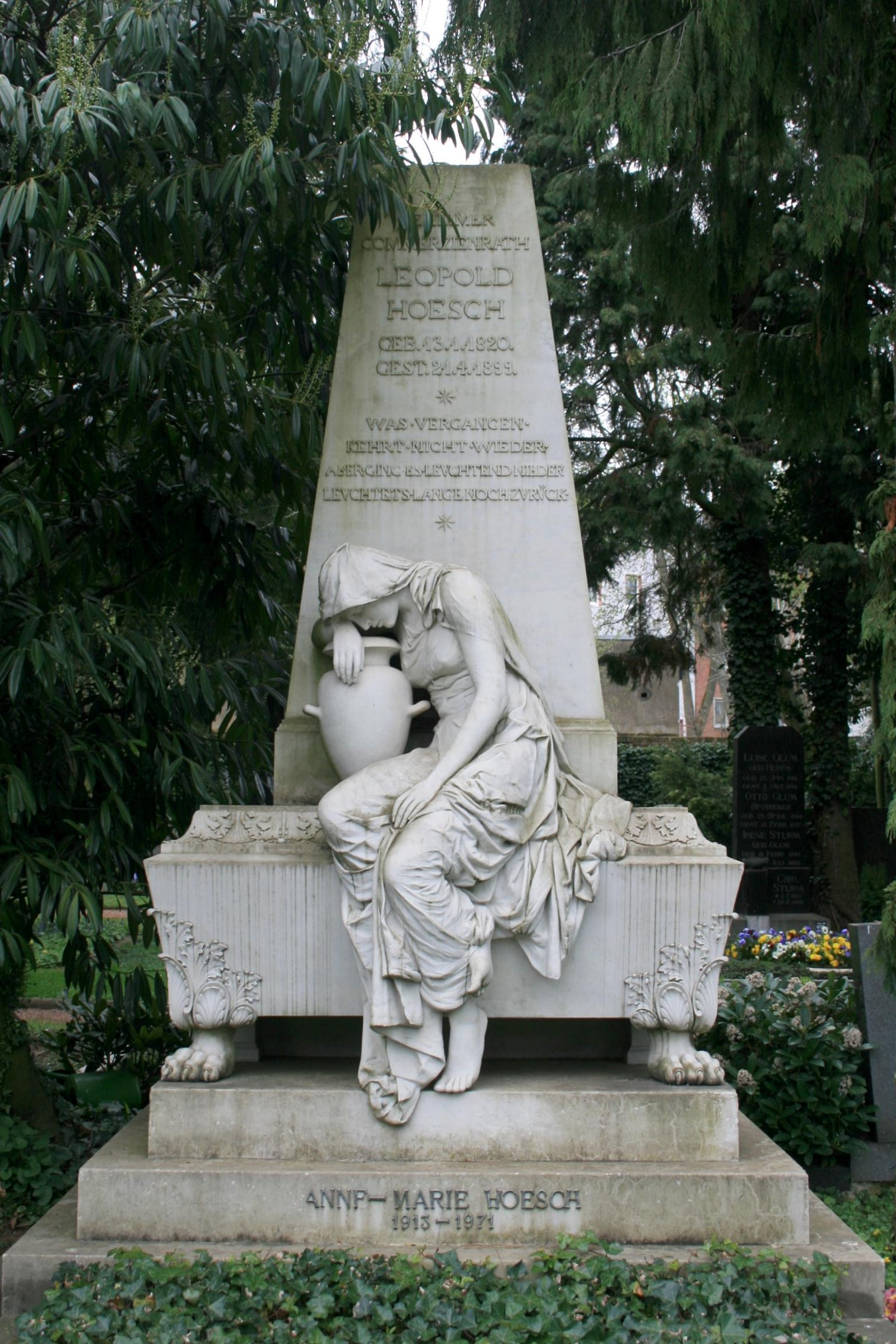
Das Grabmal

Die Grabstätte Leopold Hoesch befindet sich in Düren in Nordrhein-Westfalen. 
Die Grabstätte liegt auf dem evangelischen Friedhof in der Kölnstraße.
Das Grabmal des 1899 verstorbenen Kommerzienrates Leopold Hoesch wurde 1893 vom Bildhauer Albert Moritz Wolff geschaffen. Die auf einem Sarkophag sitzende Frauengestalt als Personifikation der Trauer beugt sich über eine Urne. Den Hintergrund bildet ein Obelisk mit Inschrift.
Das Bauwerk ist unter Nr. 1/056 in die Denkmalliste der Stadt Düren eingetragen.